# طوسی ۱۰۲۶۹
سیارک ۱۰۲۶۹ (به انگلیسی: 10269 Tusi، نامگذاری:1979SU11) ده هزار و دویست و شصت و نهمین سیارک کشف شده‌است که در ۲۴ سپتامبر ۱۹۷۹ کشف شد.
قدر مطلق سیارک برابر ۱۲٫۷۰ است.